# 컬 (프로그래밍 언어)
컬(Curl)은 상호작용 웹 애플리케이션을 위한 반영성 객체 지향 프로그래밍 언어이다. 목표는 포맷팅과 프로그래밍간 더 부드러운 전환이다. 프로그래밍 언어와 개발 플랫폼간 전환 없이 단순 문서에 복잡한 객체를 임베드하는 것이 가능하다. 컬 구현체는 처음에 하나의 인터프리터로만 구성되었으나 나중에 컴파일러가 추가되었다.
컬은 HTML에서와 같은 텍스트 마크업, 자바스크립트에서와 같은 스크립팅, 자바, C 샤프, C++와 가튼 무거운 연산을 하나의 통일된 프레임워크 안에 합쳐놓는다. 내부 기업, B2B, B2C 애플리케이션이 사용된다.
컬은 컬 애플릿으로 컴파일이 가능하며, 웹 브라우저용 플러그인을 갖춘 런타임 환경인 컬 RTE를 사용하여 볼 수 있다. 현재 마이크로소프트 윈도우에서 지원한다. 리눅스와 macOS 지원은 2019년 3월 25일부로 버전 8.0.8을 기점으로 중단되었다.

## 문법
헬로워드를 위한 단순 컬 애플릿:
```
 {Curl 7.0, 8.0 applet}
 {text
    color = "blue",
    font-size = 16pt,
    Hello World}

```

이 코드는 최소 컬 버전 7.0 또는 8.0이 설치되어 있는 환경에서 실행된다.